# راي لانكستر (لاعب كرة قدم)
راي لانكستر (بالإنجليزية: Ray Lancaster)‏ (17 أغسطس 1941 في المملكة المتحدة - ) هو لاعب كرة قدم بريطاني في مركز نصف الجناح. لعب مع غريمسبي تاون ونادي روذرهام يونايتد ولينكولن سيتي أف سي ونادي بوسطن تاون ‏ ونادي بوسطن يونايتد وSkegness Town A.F.C. ‏.